# Espineta de les Chatham
L'espineta de les Chatham (Gerygone albofrontata) és una espècie d'ocell de la família dels acantízids (Acanthizidae) que habita boscos i garrigues de les illes Chatham.